# Giovanni Del Ponte
Giovanni Del Ponte (Torino, 7 agosto 1965) è uno scrittore italiano.

## Biografia
Appassionato di fumetti e di cinema, dai 14 ai 30 anni si cimenta nella regia per il cinema indipendente realizzando vari corti e mediometraggi, proiettati al Festival Internazionale Cinema Giovani (ora Torino Film Festival). Il suo ultimo mediometraggio è Futuro remoto (1990), commedia fantascientifica in omaggio al "Disney italiano" Romano Scarpa e alle sue storie di Topolino.
Dopo la maturità classica si iscrive alla facoltà di Lettere e, in quel periodo, è tra gli ideatori della fanzine Filmania's Slurp, in cui si recensiscono film di genere horror e fantastico. Nel 1985 esce un numero monografico sul cinema fantastico giapponese, scritto dall'esperto Riccardo Esposito.
Il suo primo libro, Gli Invisibili e il segreto di Misty Bay, è pubblicato nel 2000 dalla Sperling & Kupfer; al primo fanno seguito altri cinque libri della stessa serie. Nell'ottobre del 2008 De Agostini  pubblica il suo romanzo più recente, Acqua tagliente.

## Opere
Fino a oggi sono stati pubblicati sette libri, di cui sei libri della serie “Gli Invisibili”, pubblicati dalla De Agostini che ha ristampato in una versione riveduta dall'autore i primi quattro romanzi, in origine editi dalla Sperling & Kupfer: “Il segreto di Misty Bay”, “La strega di Dark Falls”, “Il castello di Doom Rock”, “L'enigma di Gaia”, “Il paese del non ritorno” e “La ragazza Fantasma”. Nel 2008 esce per De Agostini Acqua tagliente, romanzo con protagonisti i WebTV Boyz, personaggi già apparsi nel romanzo L'enigma di Gaia.
Ha inoltre pubblicato il racconto “La leggenda della masca Ciattalina” nella raccolta Tantestorie (2004, Ega Editore).
Oltre che in Italia, i libri di Giovanni Del Ponte sono pubblicati in Francia e Spagna.

### Gli Invisibili
Quella degli Invisibili è una serie di romanzi d'avventura con elementi fantastici e inquietanti, nella tradizione dei libri per ragazzi di Susan Cooper (Sopra il mare e sotto la terra ecc.), de Il buio oltre la siepe di Harper Lee, di It di Stephen King, e della collana Il giallo dei ragazzi (Hardy Boys, Nancy Drew, I tre investigatori); passando per fumetti come Sandman di Neil Gaiman e X-Men. Con un occhio sempre rivolto al cinema.
I protagonisti sono Douglas Macleod, Crystal Cooper e Peter Peaky, tre tredicenni molto diversi fra loro che dovranno collaborare per far fronte a vicende paranormali che li porteranno a rischiare la vita, a rivelare il meglio di loro stessi e a riflettere su temi quali le difficoltà di diventare grandi, il rapporto genitori e figli, il bullismo, la salvaguardia dell'ambiente. Dalla terza avventura si unirà al gruppo l'italoamericana Magica Però -che diventerà la ragazza di Peter- e un gatto nero di nome Spooky.
Le avventure sono autenticamente paurose, ma non mancano momenti umoristici.
Fino a oggi sono stati pubblicati sei volumi: Il segreto di Misty Bay (giugno 2000), La strega di Dark Falls (ottobre 2001),  Il castello di Doom Rock (marzo 2003), L'enigma di Gaia (marzo 2005), Il paese del non ritorno (marzo 2011) e La ragazza fantasma (aprile 2013. I primi quattro sono stati pubblicati originariamente dalla Sperling & Kupfer Editori e ristampati dalla De Agostini, che ha pubblicato anche il successivo romanzo della serie. Nelle prime edizioni dei primi tre libri i titoli erano preceduti dalla dicitura "Gli Invisibili e", per esempio: "Gli Invisibili e il segreto di Misty Bay"; nelle nuove edizioni De Agostini, la dicitura si è trasformata in “Gli Invisibili -", per esempio: "Gli Invisibili – Il segreto di Misty Bay". Perciò nelle biblioteche dove i libri non fossero reperibili con una dicitura, conviene riprovare con l'altra.

#### Gli Invisibili - Il segreto di Misty Bay
(giugno 2009 - De Agostini; prima edizione Sperling & Kupfer Editori: giugno 2000 con in titolo “Gli Invisibili e il segreto di Misty Bay”)
Questo è il primo libro della serie, nel quale i tre amici protagonisti si incontrano.
Douglas va a trascorrere le vacanze estive a casa dello zio Ken a Misty Bay, brumosa cittadina sulla costa nord della California. Qui fa la conoscenza di Peter e di Crystal (la cui nonna le ha insegnato a dominare le proprie facoltà telepatiche).
L'avventura si tinge dei toni del giallo quando muoiono, in circostanze misteriose, la nonna di Crystal e altri amici d'infanzia dello zio Ken.
Il ritrovamento di un diario, tenuto dallo zio alla loro età, li porta a scoprire che negli anni trenta Angus Scrimm, stimato sindaco di Misty Bay, per accrescere i propri poteri magici era deciso a sacrificare alcuni bambini da lui rapiti. Solo l'intervento dello zio Ken e dei suoi amici, riunitisi nella banda degli Invisibili, era riuscito a salvare la vita ai bimbi. Grazie a un incantesimo operato dalla banda, il mago venne intrappolato in una caverna sulla scogliera.
Ora tutto farebbe credere che Angus Scrimm sia tornato…
Tema: La difficoltà di diventare grandi senza rinnegare i propri ideali di ragazzi e senza trasformarsi in altre persone.

#### Gli Invisibili - La strega di Dark Falls
(ottobre 2009 - De Agostini; prima edizione Sperling & Kupfer Editori: ottobre 2001 con in titolo “Gli Invisibili e la strega di Dark Falls”)
Per Pasqua, Douglas, Crystal e Peter hanno qualche giorno di vacanza. La ragazza invita gli amici a Dark Falls, una cittadina del Massachusetts, dove si tramanda la leggenda di Maryann, una strega uccisa secoli prima da Algernon Finch, eroe locale, nel corso di una feroce lotta in cui anche l'uomo perse la vita insieme al suo unico figlio.
Douglas e Peter giungono a Dark Falls solo per scoprire che Crystal è scomparsa, mentre nella cittadina persone che in qualche modo si occupano di storia locale, vengono trovate uccise misteriosamente. I ragazzi sono gli unici a sapere che la strega è tornata e sta cercando qualcosa che ha a che fare con il suo passato, ma cosa? Dovranno far ricorso a tutto il loro coraggio per risolvere anche questo enigma, in cui ancora una volta non tutto è come sembra.
Una nuova occasione di crescita per i tre protagonisti.
Il tema è il rapporto genitori e figli, con le inevitabili incomprensioni e l'importanza del dialogo.

#### Gli Invisibili - Il castello di Doom Rock
(marzo 2010 - De Agostini; prima edizione Sperling & Kupfer Editori: marzo 2003 con il titolo “Gli Invisibili e il Castello di Doom Rock”)
Il tema è il bullismo a scuola. Douglas accetta la proposta del padre di terminare la scuola media nel lontano collegio di Doom Rock, un edificio tanto imponente da essere chiamato “il castello” dagli abitanti del luogo.
Il ragazzo si scontra con la ferrea disciplina e con il bullismo, che per tradizione si esercita nella scuola con il tacito consenso del rettore. Intanto accadono episodi inquietanti, come le visite notturne di un gatto che sembra attraversare le pareti; visioni in cui una figura senza volto mette in guardia Douglas da un pericolo che lo minaccia e l'apparizione di un ragazzo fantasma molto somigliante a lui.
Grazie ai propri poteri telepatici, l'amica Crystal “sente” la richiesta d'aiuto di Douglas e raggiunge Doom Rock in compagnia di Peter, per scoprire che il collegio nasconde un terribile segreto perso nel tempo, da svelare prima che sia troppo tardi: ormai l'unica speranza di Douglas sono i poteri di Crystal e la straordinaria capacità deduttiva di Peter, che troveranno validi alleati nella giovane e inesperta psicologa della scuola, in un insegnante con un passato da bullo, nella studentessa italoamericana Magica Però e… nell'incredibile gatto Spooky.

#### Gli Invisibili - L'enigma di Gaia
(ottobre 2010 - De Agostini; prima edizione Sperling & Kupfer Editori: marzo 2005 con il titolo “L'enigma di Gaia - Gli Invisibili”)
Al Centro Studi Nuova Era ha luogo un esperimento senza precedenti: un'équipe di telepati proverà a unire le proprie menti per moltiplicare la portata del loro potere. Il tentativo è un successo, ma inaspettatamente i telepati intercettano un messaggio d'aiuto proveniente da molto lontano. Chi lo ha inviato? Dove si trova? E perché un commando misterioso cerca di rapire Pumpkin, la più giovane partecipante all'esperimento?
Toccherà agli Invisibili cercare di proteggerla, fra gli sconvolgimenti di un clima impazzito, multinazionali a caccia di biodiversità, hacker, no-global, voli in pallone, case sugli alberi, viaggi in Amazzonia e molto altro.
Riusciranno a vincere la sfida contro il tempo per salvare il pianeta con l'aiuto di un misterioso cyberattivista, il capitano Nemo del XXI secolo?
I temi del romanzo sono la salvaguardia dell'ambiente e lo sviluppo sostenibile, i mutamenti climatici, le responsabilità delle multinazionali che cercano d'impadronirsi di petrolio e biodiversità delle foreste primarie e il ruolo che potremmo assumere noi cittadini nel futuro del nostro ecosistema.

#### Gli Invisibili - Il paese del non ritorno
(marzo 2011 - De Agostini)
Le visioni di Douglas riguardano in maniera ossessiva la scomparsa di un deejay socialmente impegnato in una piccola cittadina nel profondo della Louisiana.
Gli Invisibili scopriranno la ragione del costante terrore in cui vivono gli abitanti: Tonton Macute, una sorta di Uomo Nero della tradizione creola.
I temi trattati sono il lavoro nero, lo sfruttamento degli immigrati, la responsabilità e la scelta di inconsapevolezza di gran parte delle civiltà industrializzate.

#### Gli Invisibili - La ragazza fantasma
(maggio 2013 - De Agostini)
Mentre mette alla prova i suoi poteri, Douglas varca inavvertitamente la soglia tra la vita e la morte e incontra Nancy, che non ricorda più nulla di sé.
Insieme al resto della banda, il ragazzo tenterà di aiutarla a capire che cosa sia rimasto in sospeso dopo il tragico evento di cui è stata vittima.
Gli Invisibili si troveranno ad affrontare lo spettro di Testa di Morto, il peggior incubo che abbia mai preso forma.
I temi trattati riguardano l'isolamento e la discriminazione.

#### Acqua tagliente
Arizona, riserva Navajo. Sulla cima di ripidi costoni di granito arancione un geologo scopre una caverna dalle pareti ricoperte di simboli arcani, in cui sorge un colossale organo di pietra attivato dalla fonte di “Acqua Tagliente”, che gli indiani hopi considerano maledetta.
Sei anni dopo, in pieno deserto, viene inaugurato New Atlantis, il parco acquatico più grande del mondo, dalle ambientazioni spettacolari e avveniristiche, alimentato dalla stessa falda acquifera cui attinge la fonte. I WebTV BoyZ, gruppo di cyberattivisti no-global di una casa famiglia (già apparsi ne L'enigma di Gaia), si recano sul posto per denunciare lo scempio di quello che considerano un ecomostro.
La loro missione assumerà risvolti drammatici, quando s'imbatteranno in un segreto risalente a una civiltà precedente alla nostra tecnologicamente avanzatissima, mentre nelle acque di New Atlantis misteriose creature mutanti cominceranno a fare strage degli ospiti del parco.
Fra mostri acquatici, pirati informatici, sciamani hopi, streghe navajo e arcani codici i WebTV BoyZ dovranno decifrare un messaggio dal passato per svelare uno dei più grandi misteri dell'umanità che, se non risolto in tempo, potrebbe spalancare i cancelli a un nuovo Diluvio Universale.
I temi sono l'apertura verso il diverso, l'interculturalità, la nonviolenza, la salvaguardia dell'ambiente, la biotecnologia, i rischi della manipolazione genetica e la convergenza tra scienza e spiritualità, che i teorici della fisica quantistica stanno riscontrando.

## Premi
- Supervincitore della prima edizione del "Premio nazionale di narrativa per ragazzi Comunità Montana dell'Alto Crotonese" (2003): “Gli Invisibili e la strega di Dark Falls”.
- Bancarellino 2004: “Gli Invisibili e il castello di Doom Rock”.
- Premio "Giovanni Arpino" 2005: “Gli Invisibili e il castello di Doom Rock”.